# Mátyás, a házimanó
A Mátyás, a házimanó (eredeti cím: Murun Buchstansangur) brit televíziós rajzfilmsorozat, amelyet a Bevanfield Films készített. A sorozatot Timothy Forder írta és rendezte, a producere Mary Swindale volt. Az Egyesült Királyságban a Channel 4-en vetítették, Magyarországon a Magyar Televízió 2-n sugározták. Az angol eredetinek Timothy Forder adta hangját, a magyar változatban Straub Dezső volt a narrátor.[forrás?]

## Ismertető
A sorozat főhőse Mátyás (eredeti nevén Murun), aki egy nagyjából gömbölyű, szürkés színű, barna hajú házimanó. Egy városi házban lakik, egy konyhaszekrény alatt. Van egy pár cipője, és egy karórája is. Szereti a jó meleg kakaót, amit lefekvés előtt szokott meginni. Esős időben is szeret sétálni kint a szabadban (a sorozat angol, tehát az esős idő nem ritkaság arrafelé).
Mátyás nem keveredik izgalmas kalandokba, az egyes epizódok története inkább egy-egy problémára vagy dilemmára összpontosít, amelyen a manó elgondolkodik, és gyakran barátai és ismerősei segítségével jut megoldásra.

## Szereplők
- Mátyás – A főhős, egy házimanó. (Nincs köze a Harry Potter világában lakó házimanókhoz).